# Bert Shankland
Pour les articles homonymes, voir Shankland.
Bert Shankland, né le 12 septembre 1932 et décédé le 26 janvier 2012, est un ancien pilote de rallyes, tanzanien, mais de nationalité britannique.

## Biographie
Ce coureur disputa le Safari Rally du Kenya quasi annuellement, de 1966 à 1980.
Il y obtint deux podiums en championnat international des marques (IMC).
Le marché automobile tanzanien, tanganykais jusqu'en 1964, était dominé durant toutes les années 1960 par la marque automobile française Peugeot, Shankland participant activement à son accroissement après son doublé victorieux kényan.
Il était alors directeur des ventes pour les entreprises Peugeot et Marchal en Tanzanie, son siège social commercial et son salon d'exposition automobile étant aménagés dans le même immeuble, situé dans le quartier des affaires, dans le centre-ville de Dar es Salam, plus grande ville du pays et alors capitale de l'État. 

## Palmarès
- 14e Safari Rally du Kenya : 1966, sur Peugeot 404 Injection (copilote son compatriote tanzano-britannique Chris Rothwell);
- 15e Safari Rally du Kenya : 1967, sur Peugeot 404 Injection (copilote Chris Rothwell, retournant au Royaume-Uni peu de temps après ce second succès);
  - 3e de l'East African Safari Rally en 1970, sur Peugeot 504 (copilote Chris Rothwell, team Tanganyika Motors - épreuve comptant pour l'IMC);
  - 3e de l'East African Safari Rally en 1971, sur Peugeot 504 (copilote Chris Bates, team Tanganyika Motors - épreuve comptant pour l'IMC);
  - 4e du Safari Rally en 1976, sur Peugeot 504 (copilote Brian Barton);
  - 5e du Safari Rally en 1975, sur Peugeot 504 (copilote Chris Bates).